# Wilhelm Lützow
Wilhelm Lützow   (Esslingen am Neckar, 19 de maig de 1892 - Marne, 31 d'octubre de 1915) va ser un nedador alemany, que va competir a començaments del segle xx.
Especialista en la modalitat de braça, el 1912 va prendre part en els Jocs Olímpics d'Estocolm, on disputà dues proves del programa de natació. En els 200 metres braça guanyà la medalla de plata en quedar darrere el seu compatriota Walter Bathe. En els 400 metres braça no finalitzà la final, a la qual arribà després d'haver guanyar les seves curses de sèries i semifinals.
Morí al camp de batalla durant la Primera Guerra Mundial.